# جلان مورغان وليامز
جلان مورغان وليامز (بالإنجليزية: Glen Morgan Williams) هو قاضي وضابط ومحامي وسياسي أمريكي، ولد في 17 فبراير 1920 في جونسفيل في الولايات المتحدة، وتوفي في 5 نوفمبر 2012 في جونسون سيتي في الولايات المتحدة. حزبياً، نشط في الحزب الجمهوري. وقد انتخب عضو مجلس ولاية فرجينيا.